# أحادي كلوريد البروم
أحادي كلوريد البروم هو مركب بين هالوجيني مشترك غير عضوي صيغته الكيميائية BrCl، ولونه أصفر بني غير مستقر، وهو عامل مؤكسد قوي.

## التحضير
يمكن تحضير المركب من إجراء عملية تقطير بطيء لمزيج من عنصري الكلور والبروم عند الدرجة −70 °س.

## الخواص
يوجد المركب على شكل غاز أصفر، وهو يتحلل عند التماس مع الماء ليعطي حمض الهيبوبروموز وحمض الهيدروكلوريك:
{\displaystyle \mathrm {BrCl+H_{2}O\rightarrow HOBr+HCl} }

## الاستعمالات
- يستخدم أحادي كلوريد البروم في الكيمياء التحليلية للكشف عن المستويات المنخفضة للزئبق.
- يستعمل أحادي كلوريد البروم في المبيدات، وتحديدا في المبيدات الفطرية المبيدات الطحالب والمطهارات، ويتسعمل لإعادة تدوير نظم تدوير المياه.
- وبالإضافة إلى ذلك فإن أحادي كلوريد البروم يستخدم في بعض أنواع بطاريات اليثيوم LI-SO2 لزيادة كثافة الجهد الكهربائي والطاقة.